# Cuantización de Landau
La cuantización de Landau en mecánica cuántica es la cuantización de las órbitas de ciclotrón de partículas cargadas en campos magnéticos. Como consecuencia, las partículas cargadas sólo pueden ocupar órbitas con valores discretos de energía, llamados niveles de Landau. Los niveles de Landau son degenerados, con un número de electrones por nivel directamente proporcional a la fuerza del campo magnético aplicado. La cuantización de Landau es directamente responsable de oscilaciones en propiedades electrónicas de los materiales como función del campo magnético aplicado. Es llamada así por el físico soviético Lev Landáu.

## Derivación
Sea un sistema bidimensional de partículas no interactuantes con carga q y espín S confinado a un área A = LxLy en el plano x-y; en presencia de un campo magnético uniforme {\displaystyle \mathbf {B} ={\begin{pmatrix}0\\0\\B\end{pmatrix}}} a lo largo del eje z.
En unidades CGS, el Hamiltoniano del sistema es
{\displaystyle {\hat {H}}={\frac {1}{2m}}({\hat {\mathbf {p} }}-q{\hat {\mathbf {A} }}/c)^{2}.}
Aquí, p̂ es el operador momento canónico y Â es el potencial vectorial electromagnético, el cual está relacionado con el campo magnético por
{\displaystyle \mathbf {B} =\mathbf {\nabla } \times {\hat {\mathbf {A} }}.\,}
Existe libertad de gauge en la elección del potencial vector para un dado campo magnético. El Hamiltoniano es invariante de gauge, lo que significa que agregando el gradiente de un campo escalar a Â cambia la fase global de la función de onda una cantidad correspondiente al campo escalar. Sin embargo las propiedades físicas no se ven influenciadas por la elección del gauge. Para simplificar los cálculos, elegimos el gauge de Landau, que es
{\displaystyle {\hat {\mathbf {A} }}={\begin{pmatrix}0\\B{\hat {x}}\\0\end{pmatrix}}.}
donde B=|B| y x̂ es la componente x del operador posición.
Con este gauge, el Hamiltoniano es
{\displaystyle {\hat {H}}={\frac {{\hat {p}}_{x}^{2}}{2m}}+{\frac {1}{2m}}\left({\hat {p}}_{y}-{\frac {qB{\hat {x}}}{c}}\right)^{2}.}
El operador {\displaystyle {\hat {p}}_{y}} conmuta con este Hamiltoniano, ya que el operador ŷ está ausente debido a la elección del gauge. Por lo que el operador {\displaystyle {\hat {p}}_{y}} puede ser reemplazado por su autovalor ħky.
El Hamiltoniano puede ser escrito más simplemente notando que la frecuencia de ciclotrón es ωc = qB/mc, dando
{\displaystyle {\hat {H}}={\frac {{\hat {p}}_{x}^{2}}{2m}}+{\frac {1}{2}}m\omega _{c}^{2}\left({\hat {x}}-{\frac {\hbar k_{y}}{m\omega _{c}}}\right)^{2}.}
Este es exactamente el Hamiltoniano para el oscilador armónico cuántico, excepto que con el mínimo de potencial desplazado en el espacio por x0 = ħky/mωc.
Para encontrar las energías, nótese que trasladar el potencial del oscilador armónico no afecta las energías. Las energías de este sistema son entonces idénticas a aquellas del oscilador armónico estándar,
{\displaystyle E_{n}=\hbar \omega _{c}\left(n+{\frac {1}{2}}\right),\quad n\geq 0~.}
La energía no depende del número cuántico ky, por lo que habrá degeneraciones.
Para las funciones de onda, recuérdese que {\displaystyle {\hat {p}}_{y}} conmuta con el Hamiltoniano. Entonces la función de onda se factoriza en el producto de autoestados del momento en la dirección y y estados del oscilador armónico {\displaystyle |\phi _{n}\rangle } desplazados una cantidad x0 en la dirección x:
{\displaystyle \Psi (x,y)=e^{ik_{y}y}\phi _{n}(x-x_{0})~.}
En definitiva, el estado del electrón está caracterizado por dos números cuánticos, n and ky.

## Niveles de Landau
Cada conjunto de funciones de onda con el mismo valor de n es llamado un nivel de Landau. Los efectos de los niveles de Landau son sólo observados cuando la energía térmica media es más pequeña que la energía de separación de niveles, kT ≪ ħωc, significando bajas temperaturas y campos magnéticos fuertes.
Cada nivel de Landau está degenerado debido al segundo número cuántico  ky. Si se asumen condiciones periódicas de contorno,  ky puede tomar valores
{\displaystyle k_{y}={\frac {2\pi N}{L_{y}}}},
donde N es un entero. Los valores permitidos de N están además restringidos por la condición de que el centro de fuerza del oscilador,  x0, debe yacer físicamente dentro del sistema, 0 ≤ x0 < Lx. Esto da el siguiente rango para N,
{\displaystyle 0\leq N<{\frac {m\omega _{c}L_{x}L_{y}}{2\pi \hbar }}.}
Para partículas con carga q = Ze, la cota máxima para N puede ser simplemente escrita como la relación de flujos,
{\displaystyle {\frac {ZBL_{x}L_{y}}{(hc/e)}}=Z{\frac {\Phi }{\Phi _{0}}},}
donde  Φ0 = hc/e es el cuanto de flujo fundamental y Φ = BA es el flujo a través del sistema (con área A = LxLy).
Entonces, para partículas con espín S, el número máximo D de partículas por nivel de Landau es
{\displaystyle D=Z(2S+1){\frac {\Phi }{\Phi _{0}}}~.}
Esta expresión da sólo una idea vaga de los efectos de geometría de tamaño finita. Estrictamente hablando, la solución estándar del oscilador armónico es sólo válida para sistema no delimitados en la dirección x (tiras infinitas). Si el tamaño Lx es finito, las condiciones de contorno en esa dirección dan lugar a una cuantización no estándar en el campo magnético, involucrando (en principio) ambas soluciones a la ecuación de Hermite. El llenado de estos niveles con muchos electrones es todavía un área de investigación activa.
En general, los niveles de Landau son observados en sistemas electrónicos donde Z=1 y S=1/2. Al incrementar el campo magnético, más y más electrones pueden caber en un nivel de Landau dado. La ocupación del nivel de Landau más alto va desde completamente lleno a enteramente vacío, produciendo a oscilaciones en varias propiedades electrónicas(ver Efecto de De Haas–van Alphen y Efecto de Shubnikov–De Haas).
Si la separación de Zeeman es incluida, cada nivel de Landau se separa en un par, uno para los electrones con espín arriba y otro para los electrones con espín abajo. Entonces la ocupación de cada nivel de Landau de espín es solamente la relación de flujos D = Φ/Φ0. El efecto Zeeman tiene una influencia significativa en los niveles de Landau porque las escalas de energía son similares,  2μBB = ħω . De todas formas, la energía de Fermi y el estado fundamental de energía se mantienen prácticamente iguales en un sistema con muchos niveles llenos, ya que los pares de niveles de energía separada se cancelan mutuamente cuando se suman.

## Discusión
La derivación presentada trata a x y a y como ligeramente asimétricas. De todas formas, por la simetría del sistema, ninguna magnitud física distingue entre estas coordenadas. Los mismos resultados podrían haber sido obtenidos mediante un intercambio apropiado de x e y.
Más allá de todo, para la derivación se asumió electrones confinados en la dirección z, la cual es una situación experimental relevante — encontrada en gases de electrones bidimensionales, por ejemplo. Sin embargo, esta asunción no es esencial para los resultados. Si los electrones son libres de moverse en la dirección z, la función de onda adquiere un factor adicional exp(ikzz); la energía correspondiente a este movimiento libre, (ħ kz)2/(2m), es agregada a la E discutida. Este término entra en la separación en energía de los diferentes niveles de Landau, difuminando el efecto de la cuantización. De todas formas, el movimiento en el plano x-y, perpendicular al campo magnético, queda cuantizado.